# Три Појнтс (Аризона)
Три Појнтс (енгл. Three Points) насељено је место без административног статуса у америчкој савезној држави Аризона.

## Демографија
По попису из 2010. године број становника је 5.581, што је 308 (5,8%) становника више него 2000. године.
| Група             | 2000.         | 2010.         |
| Белци             | 2.893 (54,9%) | 3.122 (55,9%) |
| Афроамериканци    | 37 (0,7%)     | 52 (0,9%)     |
| Азијати           | 21 (0,4%)     | 30 (0,5%)     |
| Хиспаноамериканци | 2.151 (40,8%) | 2.120 (38,0%) |
| Укупно            | 5.273         | 5.581         |